# 盘山抗日根据地遗址
盘山抗日根据地遗址是晉察冀抗日根據地的主要活动地区和抗日活动的旧址。位于天津市蓟县盘山东麓。该建筑目前为天津市文物保护单位。中华人民共和国成立后，天津市人民政府在盘山东麓修建了烈士陵园和纪念碑。

## 内部链接
- 平津战役前线司令部旧址